# Поцьвярдово
Поцьвярдово (пол. Poćwiardowo) — село в Польщі, у гміні Ґолюб-Добжинь Ґолюбсько-Добжинського повіту Куявсько-Поморського воєводства.
Населення — 180 осіб (2011).
У 1975-1998 роках село належало до Торунського воєводства.

## Демографія
Демографічна структура станом на 31 березня 2011 року:
|          | Загалом | Допрацездатний вік | Працездатний вік | Постпрацездатний вік |
| -------- | ------- | ------------------ | ---------------- | -------------------- |
| Чоловіки | 91      | 17                 | 68               | 6                    |
| Жінки    | 89      | 13                 | 54               | 22                   |
| Разом    | 180     | 30                 | 122              | 28                   |